# 欧布泰尔
欧布泰尔（法語：Aubeterre，法語發音：[obtɛʁ]）是法国奥布省的一个市镇，属于特鲁瓦区。

## 地理
欧布泰尔（48°25'48"N, 4°7'12"E）面积11.66 平方千米，位于法国大東部大區奥布省，该省份为法国中北部省份，北起马恩省，西接塞纳-马恩省，西南至约讷省，东南至科多尔省，东临上马恩省。
与欧布泰尔接壤的市镇（或旧市镇、城区）包括：沙佩勒瓦隆、沙尔蒙苏巴尔比斯、弗日、梅尔热、蒙叙赞。

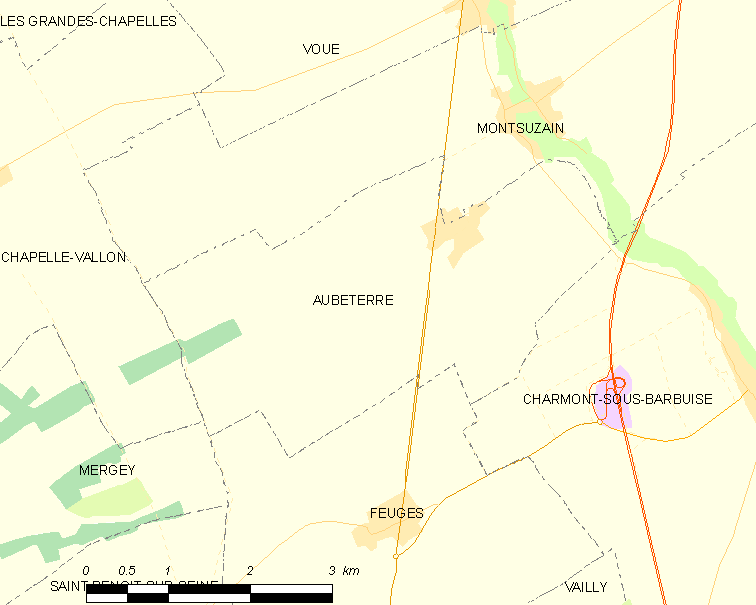
欧布泰尔的OSM定位图

欧布泰尔的时区为UTC+01:00、UTC+02:00（夏令时）。

## 行政
欧布泰尔的邮政编码为10150，INSEE市镇编码为10015。

## 政治
欧布泰尔所属的省级选区为奥布河畔阿尔西县。

## 人口

1962-2008年间欧布泰尔人口变化图示

欧布泰尔于2022年1月1日时的人口数量为391人。